# Маямі (округ, Огайо)
Шаблон:StateAbbr_ 40°03′ пн. ш. 84°14′ зх. д. / 40.05° пн. ш. 84.23° зх. д.
Округ Маямі (англ. Miami County) — округ (графство) у штаті Огайо, США. Ідентифікатор округу 39109.

## Історія
Округ утворений 1807 року.

## Демографія
За даними перепису
2000 року
загальне населення округу становило 98868 осіб, зокрема міського населення було 67073, а сільського — 31795.
Серед мешканців округу чоловіків було 48479, а жінок — 50389. В окрузі було 38437 домогосподарств, 27943 родин, які мешкали в 40554 будинках.
Середній розмір родини становив 2,99.
Віковий розподіл населення поданий у таблиці:
| Стать    | До 15 років | 15-21 | 22-29 | 30-39 | 40-49 | 50-65 | 65-85 | Понад 85 |
| -------- | ----------- | ----- | ----- | ----- | ----- | ----- | ----- | -------- |
| Чоловіки | 10855       | 4797  | 4380  | 7047  | 7662  | 8377  | 4974  | 387      |
| Жінки    | 10065       | 4481  | 4378  | 7148  | 7847  | 8735  | 6636  | 1099     |

## Суміжні округи
- Шелбі — північ
- Шампейн — північний схід
- Кларк — південний схід
- Монтгомері — південь
- Дарк — захід

## Виноски
1. ↑  U.S. Decennial Census. United States Census Bureau. Архів оригіналу за 26 квітня 2015. Процитовано 9 лютого 2015.
2. ↑  Historical Census Browser. University of Virginia Library. Архів оригіналу за 11 серпня 2012. Процитовано 9 лютого 2015.
3. ↑  Forstall, Richard L., ред. (27 березня 1995). Population of Counties by Decennial Census: 1900 to 1990. United States Census Bureau. Архів оригіналу за 14 лютого 2015. Процитовано 9 лютого 2015.
4. ↑  Census 2000 PHC-T-4. Ranking Tables for Counties: 1990 and 2000 (PDF). United States Census Bureau. 2 квітня 2001. Архів оригіналу (PDF) за 18 грудня 2014. Процитовано 9 лютого 2015.
5. ↑  State & County QuickFacts. United States Census Bureau. Архів оригіналу за 6 червня 2011. Процитовано 9 лютого 2015.(англ.) Наведено за англійською вікіпедією.
6. ↑  American FactFinder. Бюро перепису населення США. Архів оригіналу за 26 лютого 2012. Процитовано 31 січня 2008.

| США | Це незавершена стаття з географії США. Ви можете допомогти проєкту, виправивши або дописавши її. |